# 洪拳大师
《洪拳大师》（英語：Lightning Fists of Shaolin）是1984年上映的一部香港电影，由唐佳执导，狄龙等人出演，该作主要讲述的是广东十虎之首铁桥三的故事。

## 劇情簡介
清朝后期，虽说颁布了禁烟令，但是依旧有很多人吸食鸦片，而广东十虎之首铁桥三也随大流的吸食鸦片，导致其身体逐渐变弱。
与此同时烟馆主人荣峰想趁着铁桥三身体变弱的时候杀死他，可由于其徒弟的舍身相救，所以才让铁桥三活了下来，但是他的徒弟却在战斗中被杀，而后铁桥三决定报仇。

## 演员
- 詹森
- 劉雪華
- 陳觀泰
- 狄龙
- 顧冠忠
- 李海生
- 麦德罗
- 葛萍
- 元彬
- 张石庵
- 何柏光
- 沈勞
- 杨志卿
- 西瓜刨
- 金天柱

## 评价
DVD Talk的Adam Tyner将这部电影评为 4 星（满分 5 星），并写道：“ 该电影非常出色，因为该电影有出色的动作特效”。  hk Cinemagic网上的的Sylvia Rorem对该电影给予了正面的评价，并写道：“ 该作不仅仅是一部简单的功夫电影。虽然它不是一部能给人带来影响的电影，但是该作的表现形式却很扎实，并且经得起反复观看。”

## 相關連結
- 互联网电影数据库（IMDb）上《洪拳大师》的资料（英文）
- 豆瓣电影上《洪拳大师》的資料 （简体中文）
- 香港影庫上《洪拳大师》的資料（繁體中文）